# Giorgio Di Vita
Giorgio Di Vita (* 18. Mai 1955) ist ein italienischer Comiczeichner und -autor.

## Leben
Nach seinem Studium in Rom arbeitete er als Redakteur und Comiczeichner für mehrere italienische Verlage. Ab 1993 begann er auch an Disney-Comics zu arbeiten. Dabei verfasste und zeichnete er zunächst hauptsächlich Micky-Maus-Geschichten, bevor er sich ab den späten 1990er-Jahren Donald Duck zuwandte. Heute gehört Di Vita zum festen Stamm der italienischen Comic-Produktion. Auch in Deutschland ist er Comic-Fans mittlerweile ein Begriff; so sind in den Lustigen Taschenbüchern mittlerweile über 50 Geschichten von ihm erschienen (Stand April 2020).
Di Vita lebt und arbeitet in Rom.